# 亚太直达海底光缆
亚太直达海底光缆（英語：Asia-America Gateway，简称AAG），又稱亞美國際海纜，是一条长20,000（12,000英里）的海底通信光缆系统，通过關島和夏威夷横跨太平洋，连接东南亚与美国大陆。這條海纜取代2000年啟用、2016年退役的中美海纜。
光缆容量可达最高2.88Tbit/s（美国-夏威夷与东南亚-香港）和1.92Tbit/s（夏威夷与香港）。光缆已于2009年11月10日就绪。
亚太直达光缆系统的开发资金为5亿美元，共有19个合作方：Authority for Info-Communications Technology Industry（汶萊）、中華電信（台灣）、AT&T（美国）、BayanTel（菲律宾）、Bharti（印度）、英国电信全球网络服务、CAT Telecom（泰国）、Telkom Indonesia（印度尼西亚）、ETPI（菲律宾）、FPT Telecom（越南）、Ezecom/Telcotech（柬埔寨）、Indosat（印度尼西亚）、PLDT（菲律宾）、Saigon Postal Corporation（越南）、StarHub（新加坡）、马来西亚电讯、澳大利亞電信、纽西兰电信、Viettel（越南）以及越南郵政電信集團。光缆登陆点位于美国夏威夷、关岛、菲律宾、香港、马来西亚、新加坡、泰国、文莱和越南。